# Michael Wolff (journalist)

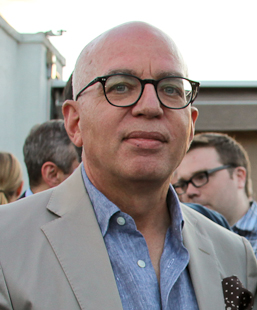
Michael Wolff (2012)

Michael Wolff (Paterson, 27 augustus 1953) is een Amerikaanse schrijver, essayist en journalist. Hij is regelmatig columnist en redacteur voor USA Today, The Hollywood Reporter en de Britse editie van GQ. 
Hij is de auteur van Vuur en woede (origineel Fire and Fury), een controversieel boek over de 45ste president van de Verenigde Staten, Donald Trump. In juni 2019 kwam zijn tweede kroniek uit over het presidentschap van Donald Trump uit: "Siege: Trump under Fire", Ned. vertaling: "Staat van beleg, Trump onder vuur".

## Biografie

### Afkomst en opleiding
Michael Wolff werd geboren in New Jersey als zoon van Lewis A. Wolff, een reclameman, en Margaret Vanderwerf, een verslaggeefster. Hij studeerde aan het Columbia College van de Columbia-universiteit in New York. Als student aan Columbia werkte hij als loopjongen bij The New York Times.

### Eerste publicaties
Hij publiceerde zijn eerste tijdschriftartikel in New York Times Magazine in 1974: een profiel van Angela Atwood, een buur van zijn familie. Als lid van de Symbionese Liberation Army (SLA) hielp zij bij het kidnappen van Patricia Hearst.
Korte tijd later verliet hij de Times en werd hij redacteur van de New Times, een tweewekelijks nieuwsmagazine.
Wolffs eerste boek was White Kits (1979), een verzameling essays.

### Verdere loopbaan
In 1991 lanceerde hij Michael Wolff & Company Inc., een bedrijf gespecialiseerd in de verpakking van boeken.
In 1988 nam hij het management over van het opinieblad Campaigns & Elections. Hij raakte betrokken bij het adviseren van diverse beginnende bladen, waaronder Wired. Ook trok hij de financiering aan voor mediabedrijven.
Een volgend project was een van de eerste gidsen voor het internet, hoewel uitgebracht in boekvorm. Net Guide werd uitgegeven door Random House. Aan de vooravond van de lancering van de titel, werd het beginnende magazine aangekocht door CPA Media, uitgever van computerbladen.
Wolffs bedrijf continueerde begin jaren 90 de publicatie van een serie van internetgidsen in boekvorm. 
Een grote reorganisatie in de periode 1995-1997, die de transformatie van het gedrukte boekenbestand en het digitale complex Your Personal Network inhield, mondde uit in een commercieel en financieel debacle. Michael Wolff werd ontslagen.
In 1998 publiceerde hij het boek Burn Rate, waarin hij terugkeek op de details van de financiering, positionering, persoonlijkheden en uiteindelijke ineenstorting van zijn beginnende internetbedrijf, Wolff New Media. Het boek werd een bestseller.
Brill's Content bekritiseerde het boek wegens "evidente feitelijke fouten" en beweerde dat 13 door hem in Burn Rate aangehaalde personen, zich beklaagden omdat Wolff "uitspraken van hen had verzonnen dan wel had veranderd".
In hetzelfde jaar werd Wolff aangetrokken door New York Magazine om een wekelijkse column te schrijven. Gedurende ruim zes jaar schreef hij meer dan 300 columns. Ondernemer Staven Brill, mediabankier Steven Rattner en uitgever Judith Regan waren mikpunten van zijn kritiek.
Wolff werd driemaal genomineerd voor de National Magazine Award, die hij tweemaal won. Zijn tweede nominatie was voor een serie columns, die hij schreef vanuit een perscentrum in de Perzische Golf toen de Irakoorlog begon in 2003. Zijn boek Autumn of the Moguls (2004), over de mediacrisis die later in het decennium opdoemde, was gebaseerd op een veelheid van zijn columns voor New York Magazine. 
Datzelfde jaar zetten de eigenaren van Primedia, Inc. het tijdschrift in de verkoop. Wolffs poging om samen met bevriende mediamensen en investeerders een toereikend bod te doen mislukten. Het bedrijf kwam uiteindelijk in handen van investeringsbankier Bruce Wasser Stein.
In een omslagartikel voor The New Republic schreef Michelle Cottle dat Wolff "ongeïnteresseerd was in de werkende pers" en de voorkeur geeft aan "de machthebbers en topdogs" en gefixeerd is op "cultuur, stijl, roddel en geld, geld, geld". Ook merkte zij op dat "de scènes in zijn columns eerder voortspruiten uit Wolffs verbeelding dan uit actuele kennis van wat er gebeurd is".
In 2005 verbond Wolff zich als columnist aan Vanity Fair. In 2007 lanceerde hij met enkele andere mediaspecialisten Newser, een website waarop nieuws wordt verzameld en gepresenteerd.
In dat jaar schreef hij ook een biografie over Rupert Murdoch,The Man Who Owns the News, gebaseerd op meer dan 50 uur conversatie en uitgebreide toegang tot zijn zakenrelaties en familie. Het boek werd in 2008 gepubliceerd.

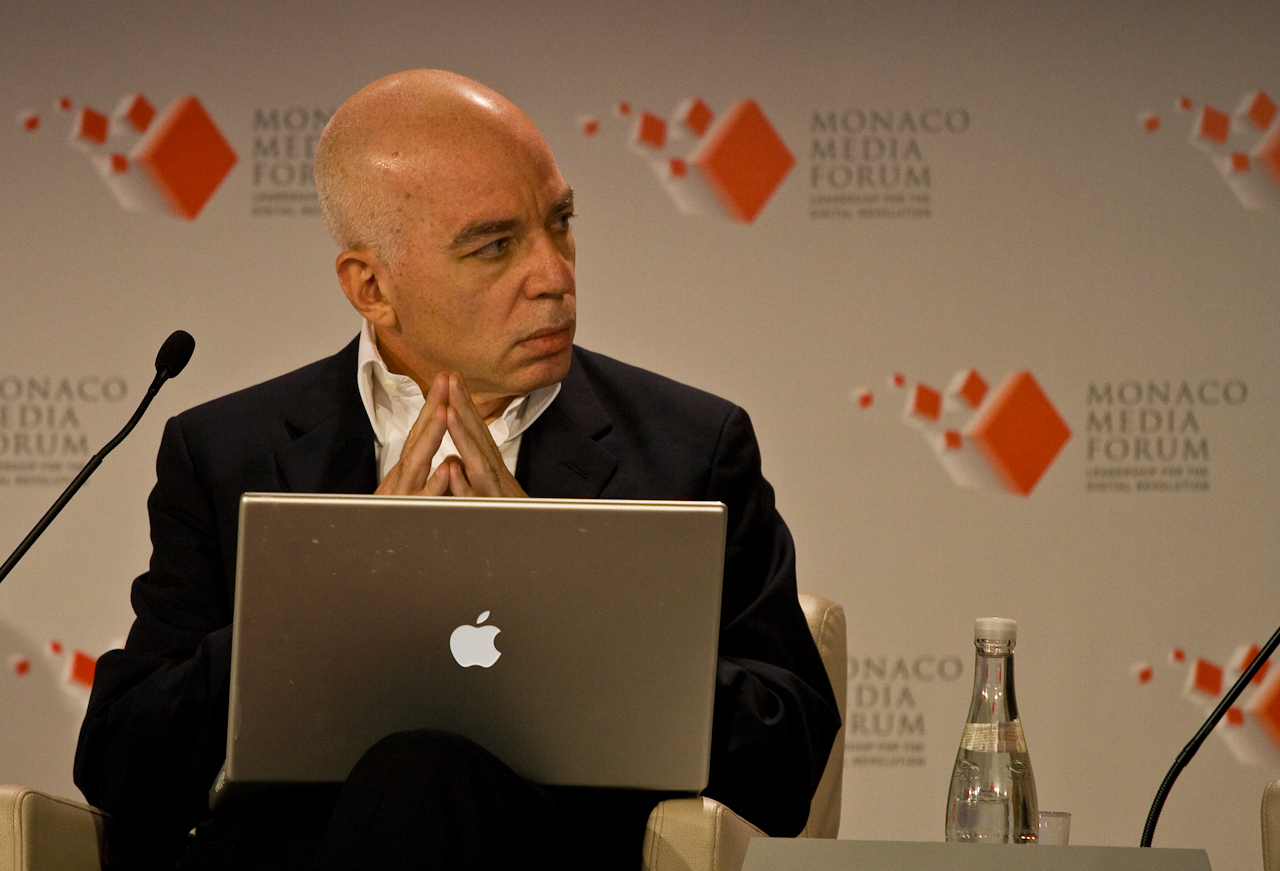
Wolff in 2008 tijdens het Monaco Media Forum.

De Columbia Journalism Review bekritiseerde Wolff in 2010 toen hij suggereerde dat The New York Times op agressieve wijze verslag deed van de grote internationale telefoonhack met het doel om de directeur van News Corporation, Rupert Murdoch, te attaqueren.

### Vuur en woede
In de eerste week van 2018 werd Wolffs boek Vuur en woede: In het Witte Huis van Trump (Fire and Fury: Inside the Trump White House) gepubliceerd. Het bevat weinig flatteuze beschrijvingen van het optreden van president Donald Trump, chaotische interacties tussen senior-stafleden van het Witte Huis en denigrerende commentaren over de familie Trump door voormalig topstrateeg van het Witte Huis Steve Bannon.
Een samenvatting van zijn maandenlange observatie binnen het Witte Huis van auteur Wolff stelt dat 100% van de ondervraagde insiders rond hem openlijk en zonder voorbehoud met elkaar delen dat Trump niet capabel is om zijn ambt te vervullen. Trump deed de beweringen over zijn geestelijke toestand af als een leugen. Enkele personen die geciteerd worden in het boek, ontkenden de hen toegedichte woorden.
Het bekend worden van de naderende publicatie van het boek en de opzienbarende beschrijving van president Trump triggerde Trump op 4 januari 2018 gerechtelijke stappen te nemen om enerzijds publicatie te verhinderen dan wel op te houden en anderzijds aanklachten wegens valse beweringen, laster, kwaadaardigheid en smaad aanhangig te maken tegen Wolff, zijn uitgever Henry Holt & Company en Bannon. Volgens advocaten en historici is dit een nooit vertoonde actie tegen de vrijheid van meningsuiting (artikel 1 van de grondwet) door een president van de Verenigde Staten. Overigens wel een actie die de uitgever stimuleerde om de verkoop van het boek enkele dagen te vervroegen.
Naar aanleiding van de verschijning van de Nederlandse vertaling van Fire and Fury, bracht Wolff een bezoek aan Nederland en verscheen in het programma College Tour. Wolff raakte tijdens de uitzending geïrriteerd door kritische vragen van een student naar aanleiding van zijn insinuaties dat Nikki Haley, de Amerikaanse ambassadeur bij de Verenigde Naties, een verhouding heeft met Donald Trump, wat zij altijd heeft ontkend. Wolff zegde na deze discussie alle interviews in Nederland en België af.

## Privé
Wolff was getrouwd met de juriste Alison Antoine, van wie hij scheidde in 2009. Sinds 2009 heeft hij een relatie met de freelanceauteur Victoria Floethe.